# Regards sociologiques
Regards sociologiques est une revue scientifique française crée par Christian de Montlibert, éditée depuis 1991. Elle publie des articles thématiques de sociologie, d’ethnologie, d’anthropologie, de sciences politiques, de géographie ou encore de psychosociologie. 
Elle a publié 60 numéros de revue. Son dernier numéro est le no 63, paru en 2024.
Elle est éditée par l'association Regards sociologiques.  Le site "lectures-liens socio" a publié des recensions sur les numéros suivants:
LES COMPTES RENDUS / 2012
« L'essor de la formation continue », Regards Sociologiques, n° 41/42, 2011
Myriam Cholvy
https://journals.openedition.org/lectures/9300
LES COMPTES RENDUS / 2015
Simon Borja, Guillaume Courty, Thierry Ramadier (dir.), « Approches critiques de la mobilité », Regards sociologiques, n° 45-46, 2013
Simon Chodorge
https://journals.openedition.org/lectures/16606
LES COMPTES RENDUS / 2019
Sylvie Monchatre (dir.), « Le genre comme compétence », Regards sociologiques, n° 52, 2018
Mallaury Bolanos
https://journals.openedition.org/lectures/36566
LES COMPTES RENDUS / 2020 Christian de Montlibert (dir.), « La critique sociale dans les années 68 », Regards sociologiques, n°53-54, 2019, par Noé Fouilland;https://journals.openedition.org/lectures/41122
LES COMPTES RENDUS / 2021 
Christian de Montlibert (dir.), « La vie universitaire », Regards sociologiques, no 56, 2020
Jean Bernatchez
https://doi.org/10.4000/lectures.52569

## Numéros parus
- n°63 (2024) Varia
- n°62 (2024) Varia
- n°61 (2023) Sur le marché du développement personnel
- n°60 (2022) Sur les dimensions sociales des représentations spatiales
- n°59 (2022) Varia
- n°57-58 (2021) Sur les polices
- n°56 (2020) La vie universitaire
- n° 55 (2020) En grève
- n° 53-54 (2019)La critique sociale dans les années 68
- n° 52  (2018) Le genre comme compétence
- n° 50-51 (2017) : Sur les alternatives en agriculture
- n° 49 (2016) : Réception et valorisation des biens culturels
- n° 47-48 (2014-2015) : Sur Bourdieu
- n° 45-46 (2013) : Approches critiques de la mobilité
- n° 43-44 (2012): Faire et défaire la mondialisation
- n°41/42 (2011) : L'essor de la formation continue
- n°40 (2010) : Mobilité/autochtonie : sur la dimension spatiale des ressources sociales
- n°39 (2010) : Discrimination et exclusion
- n°37/38 (2009) : Production culturelle et ordre symbolique
- n°36 (2008) : Production, diffusion et réception des sciences sociales
- n°35 (2008) : Corps et habitus
- n°33/34 (2007) : Les champs artistiques
- n°32 (2006) : Précarité et flexibilité salariale
- n°31 (2006) : (Sur le système scolaire
- n°30 (2005) : Varia
- n°29 (2004) : Sur la médecine
- n°27/28 (2004) : Sur l’Europe
- n°25/26 (2003) : Lieux, espaces, environnement
- n°24 (2003) : Mouvements sociaux
- n°23 (2002) : Varia
- n°22 (2001) : Les pratiques sociales des sociologues
- n°21 (2001) : Le néo-libéralisme
- n°20 (2000) : Sur le sport
- n°19 (2000) : La contribution scolaire à la reproduction sociale
- n°17/18 (1999) : Le champ littéraire
- n°16 (1998) : Sur l’identité
- n°15 (1998) : Familles et parenté
- n°14 (1997) : Sur la nature en jeu
- n°13 (1997) : Sur la stigmatisation sociale
- n°12 (1996) : Sur des grèves
- n°11 (1996) : Sur la protection sociale
- n°9/10 (1995) : Sur les situations sociales des femmes
- n°8 (1994) : Sur l’économie
- n°7 (1994) : Sur la politique (2)
- n°6 (1993) : Sur la politique (1)
- n°5 (1993) : Sur la sociologie
- n°4 (1992) : 'Sur les pratiques artistiques
- n°3 (1992) : Varia
- n°2 (1991) : Varia
- n°1 (1991) : Varia